# Сууре-Яаніський район
Су́уре-Я́аніський район (ест. Suure-Jaani rajoon, рос. Сууре-Яаниский район) — адміністративно-територіальна одиниця Естонської РСР з 26 вересня 1950 до 24 січня 1959 року.

## Географічні дані
Площа району станом на 1955 рік — 924,3 км2.
Адміністративний центр — місто Сууре-Яані.

## Історія
26 вересня 1950 року в процесі скасування в Естонській РСР повітового та волосного адміністративного поділу утворений Сууре-Яаніський сільський район, який безпосередньо підпорядковувався республіканським органам. До складу новоутвореного району ввійшли місто Сууре-Яані як адміністративний центр, робітниче селище Вигма та 13 сільських рад: Кетукюласька, Метскюласька, Вастемийзаська, Ар'яндіська, Малтсаареська, Каансооська, Сюрґавереська, Аймласька, Олуствереська, Тяексіська, Мийзакюласька, Веневереська, Соомевереська.
Після прийняття 3 травня 1952 року рішення про поділ Естонської РСР на три області Сууре-Яаніський район включений до складу Пярнуської області. Проте вже 28 квітня 1953 року області в Естонській РСР були скасовані і в республіці знов повернулися до республіканського підпорядкування районів.
20 березня 1954 року відбулася зміна кордонів між районами Естонської РСР, зокрема Сууре-Яаніський район отримав 31 га від Пилтсамааського та 103,54 га від Тюріського районів і передав 6,64 га Тюріському та 5 га Пилтсамааському районам.
17 червня 1954 року розпочато в Естонській РСР укрупнення сільських рад, після чого в Сууре-Яаніському районі замість 13 залишилися 7 сільрад: Ар'яндіська, Каансооська, Мийзакюласька, Олуствереська, Соомевереська, Тяексіська та Вастемийзаська.
24 січня 1959 року Сууре-Яаніський район скасований, його територія поділена між районами Пилтсамааським (селище Вигма та Мийзакюласька й Соомевереська сільські ради) і Вільяндіським (місто Сууре-Яані та Ар'яндіська, Олуствереська, Тяексіська й Вастемийзаська сільські ради). Одночасно ліквідовувалася Каансооська сільська рада, що входила до складу Сууре-Яаніського району. Її територія поділена між Ар'яндіською сільрадаю та сільськими радами Вяндраського району: Аесооською та Риузаською.

## Друкований орган
9 січня 1951 року тричі на тиждень почала виходити газета «Bolševistlike Kolhooside eest» («Большевістліке Колхоозіде еест», «За більшовицькі колгоспи»), друкований орган Сууре-Яаніського районного комітету комуністичної партії (більшовиків) Естонії та Сууре-Яаніської районної ради депутатів трудящих. 30 грудня 1952 року вийшов останній номер з цією назвою. 1 січня 1953 газета почала друкуватися під назвою «Oktoobri Lipp» («Октообрі Ліпп», «Прапор Жовтня»). Останній номер газети вийшов 31 січня 1959 року.